# Вороновка (Кировоградская область)
Вороновка (укр. Воронівка) — село в Новоукраинской городской общине Новоукраинского района Кировоградской области Украины.
Население по переписи 2001 года составляло 341 человек. Телефонный код — 5251. Код КОАТУУ — 3524086403.